# Rhamdella
Rhamdella — рід риб з родини Гептаптерові ряду сомоподібних. Має 9 видів.

## Опис
Загальна довжина представників цього роду коливається від 4 до 22 см. Голова помірно широка або звужена. Зверху сплощена. Морда витягнута. Очі невеличкі. Є 3 пари вусів. Спинний плавець переважно стрункий. Спинний плавець високо піднятий, з короткою основою. Жировий плавець низький, доволі довгий. Грудні та черевні плавці невеличкі. Анальний плавець середньої довжини, перевищує усі плавці, окрім жирового. Хвостовий плавець розділений, лопаті тягнуться в боки.
Забарвлення коливається від сірого до чорного.

## Спосіб життя
Це демерсальні риби. Мешкають у двох біотопах — в залежності від виду. Одні зустрічаються в швидких річках з кам'янистим дном, інші — в затоплених ділянках лісу. Тримаються невеличкими косяками. Цих сомів часто знаходили під камінням цілими групами. Живляться безхребетними.

## Розповсюдження
Поширені у водоймах Бразилії, Перу і Аргентини.

## Види
- Rhamdella aymarae
- Rhamdella cainguae
- Rhamdella eriarcha
- Rhamdella exsudans
- Rhamdella jenynsii
- Rhamdella longiuscula
- Rhamdella montana
- Rhamdella rusbyi
- Rhamdella zelimai